# Wishkah River

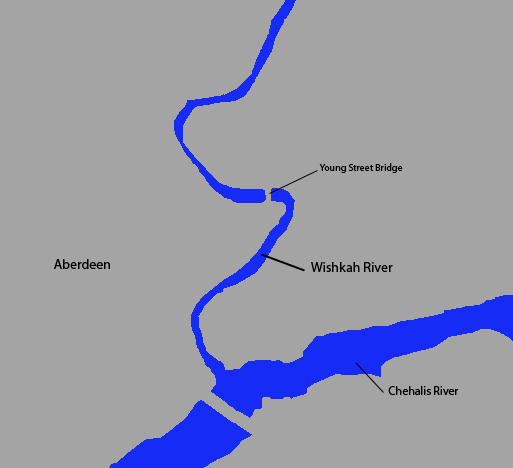
Wishkahflodens mynning i Chehalis.

The Wishkah River, Wishkahfloden är en flod i delstaten Washington (delstat), USA. Floden är ungefär 64 km lång och räknas som en biflod till den större floden Chehalis River, som den mynnar ut i. Chehalis i sin tur mynnar ut i Grays Harbor vid staden Aberdeen, Washington.

## Namn
Ordet wishkah kommer ursprungligen från Chehalisindianernas ord för stinkande vatten; hwish-kahl.

## Populärkultur
Wishkahfloden är mest känd för sin koppling till Grungebandet Nirvanas sångare, gitarrist och låtskrivare Kurt Cobain. Cobain påstod själv att han sov under en bro som går över floden, Young Street Bridge under sin tid som hemlös. Låten "Something in the Way" från genombrottsskivan Nevermind bygger på Cobains erfarenheter som hemlös, och sedermera från nätterna under bron. Bron är också känd under namnet Cobain's Bridge på grund av detta. Cobains koppling till Wishkahfloden hedrades en sista gång efter hans död, då en tredjedel av askan från hans kremerade kropp ströddes ut i floden. Bandet släppte även en liveskiva med titeln From the Muddy Banks of the Wishkah, dock är "Something in the Way" inte en av låtarna som finns med på skivan.
Författaren Charles R. Cross har ifrågasatt huruvida Kurt Cobain verkligen sov under bron vid Wishkahfloden, detta i sin biografi om just Kurt Cobain, Heavier Than Heaven: A Biography of Kurt Cobain. Oavsett hur hög sanningshalten i frågan är kommer många Nirvanafans till bron för att ta farväl av sin idol.